# بکفروست
بکفروست (انگلیسی: Bakkafrost) شرکت صنایع غذایی نروژی است، که در سال ۱۹۶۸ توسط برادران جیکوبسن تأسیس شد.